# Basismessung

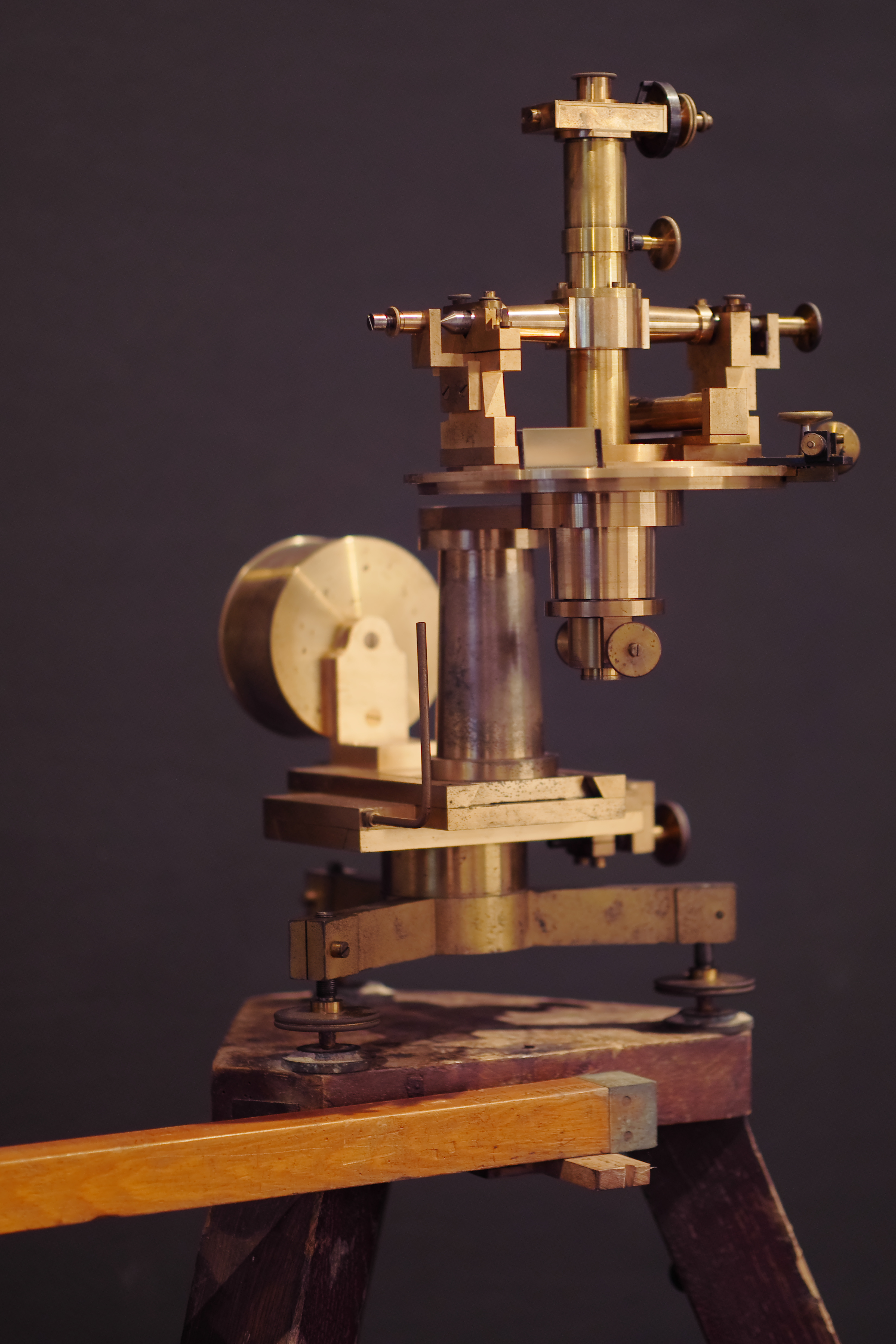
Basisapparat zur Ausmessung von Basislatten (im Bild ein hölzerner Maßstab) des Herstellers Gebrüder Brunner in Paris, Baujahre 1876 bis 1878

Als Basismessung wird in der Geodäsie die sehr genaue terrestrische Distanzmessung zwischen hochrangigen Vermessungspunkten bezeichnet.
Eine zweite Wortbedeutung ist die präzise optische Entfernungsmessung mit einer 2-Meter-Basislatte, siehe unten.
In der klassischen Landesvermessung des 19. und frühen 20. Jahrhunderts war die wichtigste Methode zur Messung geodätischer Netze die Triangulation (Winkelmessung mit Präzisions-Theodoliten). Die Entfernungsmessung war zu aufwendig und musste sich auf wenige Basislinien von einigen Kilometern Länge beschränken.

## Messketten und Invar-Drähte
Diese Linien wurden im Flachland etabliert und zunächst mit Messketten, später mittels genau kalibrierter Invar-Drähte gemessen. Beim Basisapparat nach Jäderin waren die Drähte, deren Legierung nur einen minimalen thermischen Ausdehnungskoeffizienten besitzt, jeweils 24 m lang. Sie wurden durch speziell geschulte Messtrupps horizontal ausgelegt, mit geeichten Spanngewichten gestreckt und an Messpflöcken übergreifend auf Zehntel Millimeter abgelesen. Die Genauigkeit solcher Basismessungen erreichte einige Millionstel (etwa cm auf 5 km Streckenlänge), dauerte aber pro Linie wochen- bis monatelang.
Die gemessene Strecke wurde durch ein Basiserweiterungsnetz aus immer länger werdenden Dreiecken auf die nächstgelegene Triangulations-Strecke des Netzes 1. Ordnung hochgerechnet und ergab so den Netzmaßstab des geodätischen Dreiecksnetzes.

## Basismessung 1800 bis 1950
Die Lagerung der Netze erfolgte zunächst in regionalen Fundamentalpunkten, später in nationalen Projekten (in Deutschland Potsdam, in Österreich der Hermannskogel bei Wien). Den Netzmaßstab bestimmte man durch Basislinien in Abständen von etwa 200 bis 300 km. In Österreich-Ungarn lagen sie z. B. auf der Neunkirchner Allee (heute B 17) bei Wiener Neustadt (seit Maria Theresia „Wiener Neustädter Grundlinie“ genannt) in Niederösterreich, bei Josefstadt in Böhmen und bei Hall in Tirol.
Ausgehend von den so geschaffenen Triangulierungspunkten (TP) des Netzes 1. Ordnung wurden später lokale „Netzverdichtungen“ durchgeführt. Dazu etablierte der „Geometer“ bzw. „Ingenieurtopograf“ im lokalen Bereich (z. B. einer Gemeinde) ein geodätisches Netz, das unter Einbeziehung der schon berechneten TP 1. Ordnung gemessen und berechnet wurde. Dadurch entstanden weitere Triangulierungspunkte von untergeordneter Hierarchie (Netz 2. bis 4./5. Ordnung), die bereits einen engen Raster von Festpunkten alle 1 bis 3 km bildeten.
Ab den 1950er Jahren wurde dem zunehmenden Bedarf durch Einschaltpunkte Rechnung getragen, die am Land dichter als 1 km lagen, in den Städten sogar bis herab auf 200 bis 300 Meter. Teilweise wurde hierfür die Methode der Luftbild-Fotogrammetrie eingesetzt.

## Optische und elektronische Distanzmessung
Für kürzere Distanzen wurde (und wird teilweise bis heute) hingegen die optische Entfernungsmessung eingesetzt. Dabei wird mit speziellen Theodoliten eine Messlatte angezielt und der zwischen zwei feinen Messstrichen sichtbare Lattenabschnitt mit dem Faktor 100 multipliziert. Auch mit der Basislatte (eine horizontale, präzis gefertigte 2-m-Messlatte) wurde gemessen, aber nur auf Distanzen unter etwa 100 m.
In den 1960er Jahren gelang die technische Entwicklung längerer Streckenmessungen mittels Radio-, Infrarot- und Lichtwellen. Seit etwa 1980 wurde sie als Elektronische Distanzmessung zum Standardverfahren der Landesvermessung und der Ingenieurgeodäsie und ist heute zumeist schon einfacher als die klassische Winkelmessung. Außerdem kommen immer öfter auch GPS-Messungen zum Einsatz. Daher werden heute normalerweise geodätische Netze als kombinierte Netze angelegt.